# Girls & Peace: 2nd Japan Tour
Girls' Generation Ⅱ ～Girls&Peace～ Japan 2nd Tour là chuyến lưu diễn thứ hai tại Nhật Bản của nhóm nhạc nữ Hàn Quốc Girls' Generation nhằm quảng bá cho album tiếng Nhật thứ hai của họ, Girls' Generation II ~Girls & Peace~.

## Lịch sử
Ngày 31 tháng 8 năm 2012, Girls' Generation được công bố là sẽ bắt đầu chuyến lưu diễn toàn quốc thứ hai của mình tại Nhật Bản từ tháng 2 năm 2013 với 14 buổi diễn để quảng bá cho album phòng thu tiếng Nhật thứ hai của họ, Girls' Generation II ~Girls & Peace~. Người hâm mộ có thể bắt đầu đặt vé từ ngày 5 tháng 9 năm 2012. Chuyến lưu diễn sẽ đi qua Nagoya, Osaka, Fukuoka, Saitama, Niigata, Hiroshima và Kobe. Một số buổi diễn đã được bổ sung.

## Phát sóng trực tiếp
Đài truyền hình Nhật Bản WOWOW đã ghi hình hai buổi diễn vào các ngày 4 và 5 tháng 4 năm 2013 tại Saitama Super Arena. Chương trình sẽ được phát sóng trên kênh truyền hình âm nhạc "WOWOW Live" của đài vào ngày 16 tháng 6 năm 2013. Một chương trình truyền hình đặc biệt tên là "Girls’ Generation Arena Tour Special~Before Broadcast~" cũng sẽ được phát sóng trước đó vào ngày 1 tháng 6 năm 2013.

## Danh sách các màn biểu diễn
Main Set

Act 1
1. "Flower Power"
2. "Animal"
3. "Boomerang"
4. "The Boys" (phiên bản tiếng Nhật)
5. "I Got a Boy"
6. "Say Yes"
7. "Dancing Queen"

Act 2
1. "Mr. Taxi" (remix) (phiên bản tiếng Nhật)
2. "T.O.P."
3. "Bad Girl"

Act 3
1. "Paparazzi"
2. "Run Devil Run" (phiên bản tiếng Nhật)
3. "Reflection"

Act 4
1. "Time Machine"
2. "All My Love is For You"

Act 5
1. "I'm A Diamond"
2. "Express 999"
3. "Genie" (phiên bản tiếng Nhật)
4. "The Great Escape" (Brian Lee remix) / "Can't Take My Eyes Off You"

Act 6
1. "My J"
2. "Kissing You" / "Way to Go"
3. "Gee" (phiên bản tiếng Nhật)
4. "Not Alone"

Encore
1. "Beep Beep"
2. "Oh!" (phiên bản tiếng Nhật)
3. "Stay Girls"
4. "Girls & Peace"

## Lịch diễn
| Ngày                | Thành phố | Quốc gia | Địa điểm                          | Số người tham dự |
| ------------------- | --------- | -------- | --------------------------------- | ---------------- |
| 9 tháng 2 năm 2013  | Kobe      | Nhật Bản | Kobe World Kinen Hall             | 228,000          |
| 10 tháng 2 năm 2013 | Kobe      | Nhật Bản | Kobe World Kinen Hall             | 228,000          |
| 16 tháng 2 năm 2013 | Saitama   | Nhật Bản | Saitama Super Arena               | 228,000          |
| 17 tháng 2 năm 2013 | Saitama   | Nhật Bản | Saitama Super Arena               | 228,000          |
| 23 tháng 2 năm 2013 | Niigata   | Nhật Bản | Toki Messe                        | 228,000          |
| 24 tháng 2 năm 2013 | Niigata   | Nhật Bản | Toki Messe                        | 228,000          |
| 27 tháng 2 năm 2013 | Fukuoka   | Nhật Bản | Marine Messe Fukuoka              | 228,000          |
| 28 tháng 2 năm 2013 | Fukuoka   | Nhật Bản | Marine Messe Fukuoka              | 228,000          |
| 9 tháng 3 năm 2013  | Hiroshima | Nhật Bản | Hiroshima Green Arena             | 228,000          |
| 10 tháng 3 năm 2013 | Hiroshima | Nhật Bản | Hiroshima Green Arena             | 228,000          |
| 19 tháng 3 năm 2013 | Saitama   | Nhật Bản | Saitama Super Arena               | 228,000          |
| 20 tháng 3 năm 2013 | Saitama   | Nhật Bản | Saitama Super Arena               | 228,000          |
| 26 tháng 3 năm 2013 | Osaka     | Nhật Bản | Hội trường Osaka-jō               | 228,000          |
| 27 tháng 3 năm 2013 | Osaka     | Nhật Bản | Hội trường Osaka-jō               | 228,000          |
| 4 tháng 4 năm 2013  | Saitama   | Nhật Bản | Saitama Super Arena               | 228,000          |
| 5 tháng 4 năm 2013  | Saitama   | Nhật Bản | Saitama Super Arena               | 228,000          |
| 9 tháng 4 năm 2013  | Nagoya    | Nhật Bản | Nippon Gaishi Hall                | 228,000          |
| 10 tháng 4 năm 2013 | Nagoya    | Nhật Bản | Nippon Gaishi Hall                | 228,000          |
| 20 tháng 4 năm 2013 | Osaka     | Nhật Bản | Osaka Municipal Central Gymnasium | 228,000          |
| 21 tháng 4 năm 2013 | Osaka     | Nhật Bản | Osaka Municipal Central Gymnasium | 228,000          |

## DVD
Girls & Peace: 2nd Japan Tour là DVD và Blu-ray thứ 8 được phát hành bởi nhóm nhạc nữ Hàn Quốc Girls' Generation. Nó được phát hành vào ngày 18 tháng 9 năm 2013 tại Nhật Bản, cùng ngày với đĩa đơn tiếng Nhật thứ 8 của họ - Galaxy Supernova.

### Lịch sử
DVD và Blu-ray quay lại chuyến lưu diễn vòng quanh Nhật Bản thứ hai của Girls' Generation, khi đi qua 8 địa điểm với tổng số 20 buổi biểu diễn. Có bốn phiên bản khác nhau: phiên bản đĩa DVD và phiên bản Blu-ray, cùng với một phiên bản thường và giới hạn. Phiên bản giới hạn sẽ đi kèm với những món quà đặc biệt, một cuốn sách ảnh 44 trang, một chiếc áo thun, phiên bản vũ đạo của một số video âm nhạc và một phim tài liệu ngắn về chuyến lưu diễn.

### Danh sách bài hát
| STT | Nhan đề                                         | Thời lượng |
| --- | ----------------------------------------------- | ---------- |
| 1.  | "Flower Power"                                  |            |
| 2.  | "Animal"                                        |            |
| 3.  | "Boomerang"                                     |            |
| 4.  | "The Boys"                                      |            |
| 5.  | "I Got A Boy"                                   |            |
| 6.  | "Say Yes"                                       |            |
| 7.  | "Dancing Queen"                                 |            |
| 8.  | "Mr.Taxi"                                       |            |
| 9.  | "T.O.P"                                         |            |
| 10. | "Bad Girl"                                      |            |
| 11. | "Paparazzi"                                     |            |
| 12. | "Run Devil Run"                                 |            |
| 13. | "Reflection"                                    |            |
| 14. | "Time Machine"                                  |            |
| 15. | "All My Love Is For You"                        |            |
| 16. | "I'm a Diamond"                                 |            |
| 17. | "Express999"                                    |            |
| 18. | "Genie"                                         |            |
| 19. | "The Great Escape + Can't Take My Eyes Off You" |            |
| 20. | "My J"                                          |            |
| 21. | "Kissing you + Way To Go"                       |            |
| 22. | "Gee"                                           |            |
| 23. | "Not Alone"                                     |            |
| 24. | "Beep Beep"                                     |            |
| 25. | "Oh!"                                           |            |
| 26. | "Stay Girls"                                    |            |
| 27. | "Girls & Peace"                                 |            |

| Phiên bản giới hạn | Phiên bản giới hạn                 | Phiên bản giới hạn |
| STT                | Nhan đề                            | Thời lượng         |
| ------------------ | ---------------------------------- | ------------------ |
| 1.                 | "Boomerang (Phiên bản vũ đạo)"     |                    |
| 2.                 | "Reflection (Phiên bản vũ đạo)"    |                    |
| 3.                 | "I'm a Diamond (Phiên bản vũ đạo)" |                    |
| 4.                 | "Phim tài liệu về chuyến lưu diễn" |                    |

### Bảng xếp hạng
| Bảng xếp hạng (dành cho DVD) | Vị trí cao nhất |
| ---------------------------- | --------------- |
| Oricon hàng ngày             | 1               |
| Oricon hàng tuần             | 1               |

### Doanh số
| Bảng xếp hạng | Doanh số |
| ------------- | -------- |
| Oricon        | 72,748+  |

### Lịch sử phát hành
| Quốc gia | Ngày                | Định dạng    | Nhãn hiệu          |
| -------- | ------------------- | ------------ | ------------------ |
| Nhật Bản | 18 tháng 9 năm 2013 | DVD, Blu-ray | Nayutawave Records |